# Leucomeris
Leucomeris är ett släkte av korgblommiga växter. Leucomeris ingår i familjen korgblommiga växter.
Kladogram enligt Catalogue of Life:
| Leucomeris | \| \| Leucomeris decora \| \| \| \| \| \| Leucomeris spectabilis \| \| \| \| |
|            | \| \| Leucomeris decora \| \| \| \| \| \| Leucomeris spectabilis \| \| \| \| |
|            | Leucomeris decora                                                            |
|            |                                                                              |
|            | Leucomeris spectabilis                                                       |
|            |                                                                              |